# Trisha Fallon
Trisha Nicole "Trish" Fallon (nacida el 23 de julio de 1972 en Geelong, Australia) es una exjugadora de baloncesto australiana. Consiguió 4 medallas en competiciones internacionales con Australia.